# Paes Landim
Paes Landim é um município brasileiro do estado do Piauí. Localiza-se a uma latitude 07º46'40" sul e a uma longitude 42º15'20" oeste, estando a uma altitude de 193 metros. Sua população estimada em 2022 era de 4 088 habitantes. Possui uma área de 401,378 km².

## História
Paes Landim recebeu status de município pela lei estadual nº 2349 de 8 de dezembro de 1962, com território desmembrado de São João do Piauí.

## Geografia
Localiza-se a uma latitude 07º46'40" sul e a uma longitude 42º15'20" oeste, estando a uma altitude de 193 metros. Sua população estimada em 2022 foi de 4.088 habitantes. Possui uma área de 401,378 km², cujo bioma do município é a Caatinga.

## Prefeitos e vice-prefeitos
| Mandato     | Prefeito e vice-prefeito |
| ----------- | --- |
| 1963 - 1964 | Raimundo Moraes de Moura (Dico Moraes) |
| 1964 - 1966 | Félix Barroso da Silva e Raimundo Moraes de Moura (Dico Moraes) |
| 1966 - 1970 | Raimundo Moraes de Moura (Dico Moraes) e Francisco Pereira da Silva (Francisquinho da Várzea do Juá) |
| 1971 - 1972 | Pedro Maria Borges e Félix Barroso da Silva |
| 1973 - 1976 | Joaquim Antonio Neto (Joaquim de Félix) e Francisco Pereira da Silva (Francisquinho da Várzea do Juá). |
| 1977 - 1982 | Raimundo Moraes de Moura (Dico Moraes) e Joaquim Hilário Pereira |
| 1983 - 1988 | José Cipriano de Sousa Lira, Zé Lira (PDS 1) e Valter Maria Borges (PDS 1) |
| 1989 - 1992 | José Dias de Oliveira, Médico Zé Dias (PFL) e Teresinha de Araújo Dias (PFL) |
| 1993 - 1996 | José Cipriano de Sousa Lira, Zé Lira (PFL) e Josino Alves Ferreira (PPB) |
| 1997 - 2000 | Jideltina Maria Borges Mauriz, Jilda (PFL) e Carlos Alberto Marques de Carvalho (PDT) |
| 2001 - 2004 | José Cipriano de Sousa Lira, Zé Lira (PSDB) e Raimundo Moraes de Moura, Dico Moraes (PSB). Obs: Raimundo Moraes de Moura (Dico Moraes) tornou – se prefeito por 3 meses em virtude do afastamento judicial de Zé Lira.                               |
| 2005 - 2008 | José Cipriano de Sousa Lira (Zé Lira)(PSDB) e Jideltina Borges Mauriz (PSDB) (Jilda) |
| 2009 – 2011 | Carlos Alberto Marques de Carvalho (PT) e Valter Maria Borges (PMN). Obs: Por afastamento Judicial assumiu como prefeita Vitalina Lacerda Rodrigues Marques – 2ª mulher a se tornar prefeita no município (entre os meses de junho a agosto de 2011) |
| 2011 – 2012 | Valdivino Dias de Araújo, Divino (PRB) e Joubert Borges de Moraes (PCB) |
| 2013-2016   | Valdivino Dias de Araújo, Divino (PRB) e Vânia Carvalho dos Santos (PPS) |
| 2017 - 2020 | Gutembeg Moura de Araújo, Gutim (PT) e Josimá Mauriz da Silva (PT) |
| 2021-2024   | Thalles Moura Fé Marques (PP) e Pedro Maria Borges Neto, Pedim (MDB) |
| 2025 -      | Francinaldo Moraes Bezerra (PT) e Valdivino Dias de Araújo, Divino (PSD) |